# نوفكس
نوفكس هي فرقة بانك أمريكية تأسست عام 1983 بمدينة لوس أنجلوس.